# Zackenstil

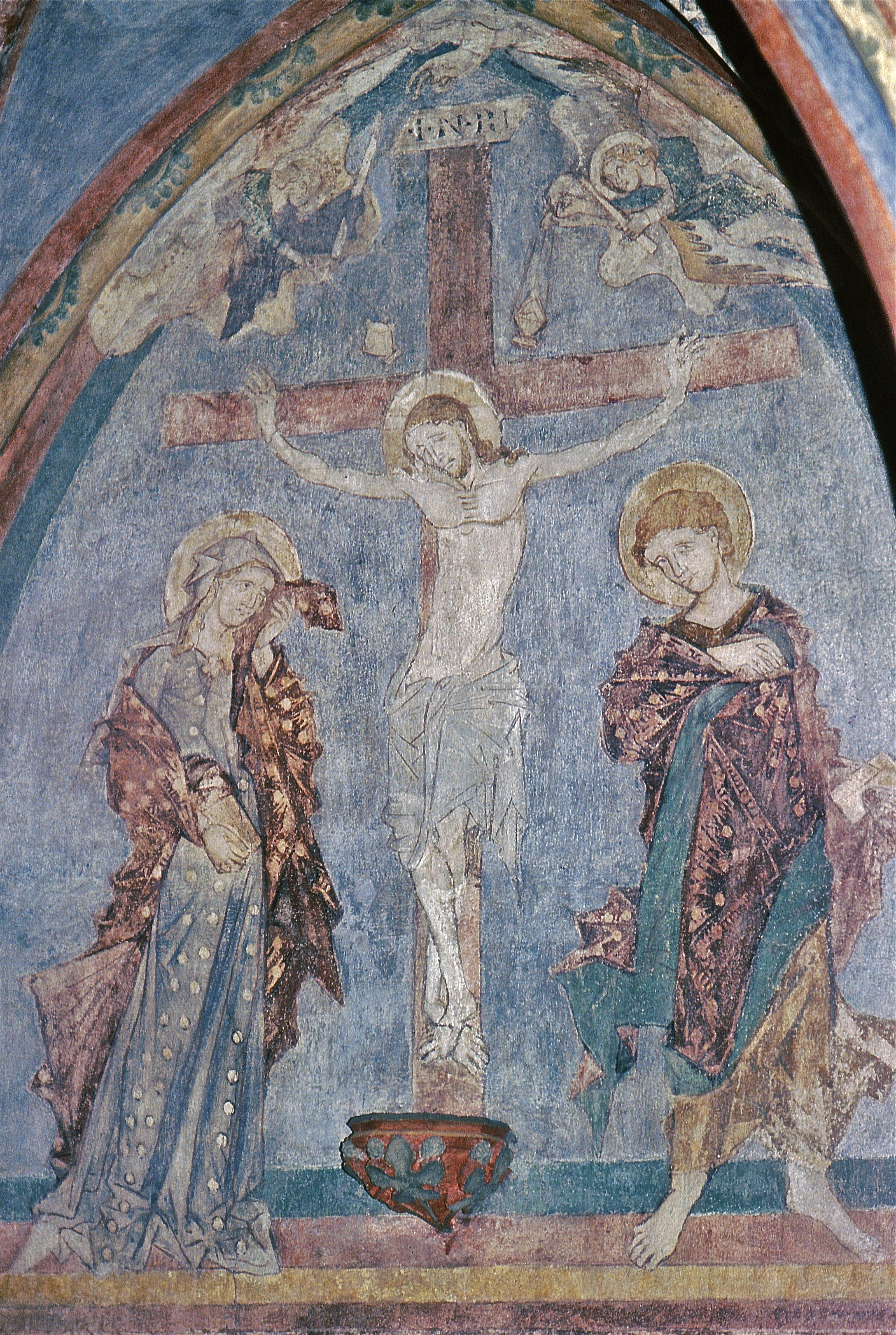
Une crucifixion typique du Zackenstil dans la basilique Saint-Cunibert de Cologne.

Le Zackenstil, littéralement style dentelé, est un style artistique développé au cours du XIIIe siècle en particulier dans les pays de langue allemande. Cet art typiquement saxon et se caractérise par des formes fracturées et anguleuses, qui lui valent son nom.
L'historiographie se divise au sujet de ce courant : certains lui attribuent une influence byzantine, d'autres le voient comme une variante baroque d'un style roman tardif, d'autres encore une affirmation culturelle en réaction au style gothique, considéré comme un art français.

## Définition
Le Zackenstil se caractérise par des plis en zigzag, des formes fracturées et anguleuses.

## Historique et historiographie

### Historique
Les premières œuvres identifiées comme se rattachant au Zackenstil sont des vitraux datés d'après 1230 et situés notamment à Erfurt et Mayence. Par la suite, ce style se répand très rapidement dans tout l'Empire romain germanique, non seulement dans sa partie septentrionale de culture germanique, mais aussi du côté transalpin, jusqu'à Assise. Une des œuvres considérées comme majeures illustrant ce courant est l'arbre de Jessé de la cathédrale de Mersebourg, daté entre 1240 et 1250.

### Historiographie
L'historien de l'art Daniel Hess (de) estime en 1998 que le Zackenstil s'est développé en réaction au style gothique considéré comme « français ». Il s’oppose en cela à d'autres courants de l'historiographie de l'art qui l'étudient en tant que style roman tardif et baroque ou bien d'inspiration byzantine. Willibald Sauerländer ne remet pas formellement en cause cette potentielle influence byzantine, mais remarque que le Zackenstil s'éloigne radicalement du style de l'Orient grec